# Акопян, Мовсес Грантович
Мовсес Грантович Акопян (арм. Մովսես  Հակոբյան; род. 4 февраля 1965, село Чартар, Мартунинский район, НКАО, Азербайджанская ССР, СССР) — армянский военачальник, начальник Генерального штаба Вооружённых сил Республики Армения с 3 сентября 2016 по 24 мая 2018 года. Генерал-полковник (2017). Министр обороны непризнанной Нагорно-Карабахской Республики (НКР) (2007—2015).

## Биография
В 1982 году окончил среднюю школу села Чартар и в том же году поступил на обучение в Алма-Атинское высшее общевойсковое командное училище имени Маршала Советского Союза И. С. Конева по специальности «командир мотострелкового взвода», которое окончил в 1986 году.
В 1986—1987 годах — служба на должности командира мотострелкового взвода в 353-м мотострелковом полку 15-й мотострелковой дивизии Закавказского военного округа в г. Кировакан Армянской ССР.
1987—1988 — заместитель командира 5-й мотострелковой роты 860-го отдельного мотострелкового полка в составе ОКСВА Туркестанского военного округа, в г. Файзабад провинции Бадахшан.
1988 — был откомандирован в 366-й гвардейский мотострелковый полк 23-й гвардейской мотострелковой дивизии Закавказского военного округа, дислоцированного в г. Степанакерте, где и служил до марта 1992 года, на должности командира мотострелкового взвода, затем — командира роты.
Июль—сентябрь 1992 года — являлся командиром батальона села Гюнейчартар.
1992—1993 — занимал должности заместителя командира затем командира оборонительного района города Шуши.
Сентябрь—декабрь 1993 года — занимал должность командира оборонительного района Монтеаберд.
1993—1998 — командир 2-го оборонительного района города Мартуни.
1998—1999 — командир оборонительного района города Аскеран.
1999—2000 — занимал должность заместителя по боевой подготовки командующего Армии обороны НКР.
2000—2001 — первый заместителя командующего Армии обороны НКР.
14 марта 2000 года присвоено воинское звание «генерал-майор».
24 июля 2002 — окончив Военную академию имени Фрунзе, был назначен на должность советника министра обороны Армении, а с июля 2003 — первый заместитель командира Армии обороны НКР, начальника штаба.
11 мая 2007 года указом президента непризнанной НКР был назначен министром обороны, командующим Армии обороны НКР.
25 мая 2007 года присвоено воинское звание «генерал-лейтенант».
30 декабря 2017 года присвоено воинское звание «генерал-полковник».
15 июня 2015 года указом президента Армении назначен заместителем начальника Генерального штаба ВС Армении.
20 мая 2016 года указом президента Армении назначен заместителем министра обороны Армении по материально-техническому обеспечению.
3 октября 2016 года указом президента Армении Сержа Саргсяна Мовсес Акопян назначен начальником Генерального штаба Вооружённых сил Республики Армения. Освобождён от должности 24 мая 2018 года.

## Награды
- Орден Красной Звезды
- Орден «Боевой крест» 1-й степени Нагорно-Карабахской Республики
- Орден «Боевой крест» 2-й степени Республики Армения
- 2 сентября 2002 — присвоено высшее звание «Герой Арцаха», с вручением ордена «Золотой орёл»
- Орден «За заслуги перед Отечеством» 2-й степени (21 января 2015) — по случаю Дня Армии, за значительный вклад в строительство армии и обеспечение боеготовности войск[6]
- Медаль «За заслуги перед Отечеством» 1-й степени
- Медаль «За заслуги перед Отечеством» 2-й степени (21 января 2013) — ко Дню Армии, за выдающиеся заслуги в области армейского строительства и обеспечения боеготовности войск, отвагу и личную отвагу в защите Родины[7]
- Орден Святого Вардана Мамиконяна
- ряд других государственных медалей